# Trypeticus crassus
Trypeticus crassus är en skalbaggsart som beskrevs av Schmidt 1892. Trypeticus crassus ingår i släktet Trypeticus och familjen stumpbaggar. Inga underarter finns listade i Catalogue of Life.